# Eriberto di Wetterau
Eriberto di Wetterau (930 circa – 992) fu un importante nobile della Germania centrale e leader dei Corradinidi.

## Biografia
Eriberto era figlio di Odo di Wetterau e una figlia (presumibilmente chiamato Cunigonda) di Erberto I, conte di Vermandois e Berta di Morvis. 
Dopo la morte di suo padre Odo di Wetterau nel 949, Eriberto divenne conte di Kinziggau, Engersgau e Wetterau. Ereditò anche il castello di Gleiberg, arroccato su basalto nella moderna Giessen. Nel 976 Eriberto ottenne la contea di Gleiberg. Eriberto ottenne anche il titolo di conte palatino. Nel 981 seguì l'imperatore Ottone II in Italia e nel 982 prese parte alla disastrosa battaglia di Stilo contro i saraceni. 

## Matrimonio e figli
Sposò Irmtrud di Avalgau (957 – 1020), figlia di Megingaudo e Gerberga (figlia di Goffredo, conte palatino di Lotaringia e di Ermentrude, figlia di Carlo il Semplice e nipote di Ottone I, duca di Sassonia). Essi ebbero i seguenti figli: 
- Ottone di Hammerstein;
- Gebeardo († 8 novembre 1016)[1];
- Gerberga di Gleiberg (970 circa – dopo il 1036), che sposò Enrico di Schweinfurt della dinastia Schweinfurt;
- Irmtrud (c. 978 – c. 1020), che sposò Federico di Lussemburgo;
- Oddone, che sposò Irmirgerd[1].

## Ascendenza
|                         |                        |                   | Genitori |  |  | Nonni |  |  | Bisnonni        |  |  | Trisnonni          |  |
|                         |                        |                   |          |  |  |       |  |  | Udo di Neustria |  |  | Gebardo di Lahngau |  |
|                         |                        |                   |          |  |  |       |  |  | Udo di Neustria |  |  | Gebardo di Lahngau |  |
|                         |                        | …                 |          |  |  |       |  |  | Udo di Neustria |  |  |                    |  |
| Gebeardo di Lotaringia  |                        |                   |          |  |  |       |  |  | Udo di Neustria |  |  |                    |  |
|                         |                        | …                 | …        |  |  |       |  |  |                 |  |  |                    |  |
|                         |                        | …                 | …        |  |  |       |  |  |                 |  |  |                    |  |
|                         |                        | …                 | …        |  |  |       |  |  |                 |  |  |                    |  |
| Odo di Wetterau         |                        | …                 |          |  |  |       |  |  |                 |  |  |                    |  |
|                         |                        | …                 | …        |  |  |       |  |  |                 |  |  |                    |  |
|                         |                        | …                 | …        |  |  |       |  |  |                 |  |  |                    |  |
|                         |                        | …                 | …        |  |  |       |  |  |                 |  |  |                    |  |
| Ida di Grabfeld         |                        | …                 |          |  |  |       |  |  |                 |  |  |                    |  |
|                         |                        | …                 | …        |  |  |       |  |  |                 |  |  |                    |  |
|                         |                        | …                 | …        |  |  |       |  |  |                 |  |  |                    |  |
|                         |                        | …                 | …        |  |  |       |  |  |                 |  |  |                    |  |
| Eriberto di Wetterau    |                        | …                 |          |  |  |       |  |  |                 |  |  |                    |  |
|                         | Pipino I di Vermandois | Bernardo d'Italia |          |  |  |       |  |  |                 |  |  |                    |  |
|                         | Pipino I di Vermandois | Bernardo d'Italia |          |  |  |       |  |  |                 |  |  |                    |  |
|                         | Pipino I di Vermandois | Cunegonda di Laon |          |  |  |       |  |  |                 |  |  |                    |  |
| Erberto I di Vermandois | Pipino I di Vermandois |                   |          |  |  |       |  |  |                 |  |  |                    |  |
|                         |                        | …                 | …        |  |  |       |  |  |                 |  |  |                    |  |
|                         |                        | …                 | …        |  |  |       |  |  |                 |  |  |                    |  |
|                         |                        | …                 | …        |  |  |       |  |  |                 |  |  |                    |  |
| Cunegonda di Vermandois |                        | …                 |          |  |  |       |  |  |                 |  |  |                    |  |
|                         |                        | …                 | …        |  |  |       |  |  |                 |  |  |                    |  |
|                         |                        | …                 | …        |  |  |       |  |  |                 |  |  |                    |  |
|                         |                        | …                 | …        |  |  |       |  |  |                 |  |  |                    |  |
|                         |                        | …                 |          |  |  |       |  |  |                 |  |  |                    |  |
|                         |                        | …                 | …        |  |  |       |  |  |                 |  |  |                    |  |
|                         |                        | …                 | …        |  |  |       |  |  |                 |  |  |                    |  |
|                         |                        | …                 | …        |  |  |       |  |  |                 |  |  |                    |  |
|                         |                        | …                 |          |  |  |       |  |  |                 |  |  |                    |  |